# Stratford (Ontario)
Stratford je město ve Perth County v provincii Ontario v Kanadě. Je hlavním sídlem Perth County. Leží na řece Avoně stejně jako Stratford nad Avonou v Anglii, podle kterého je pojmenován. V roce 2016 ve městě žilo 31 465 obyvatel.

## Dějiny
Sídlo bylo založeno v roce 1832 a v roce 1886 získalo status města.